# کیمیادزدی

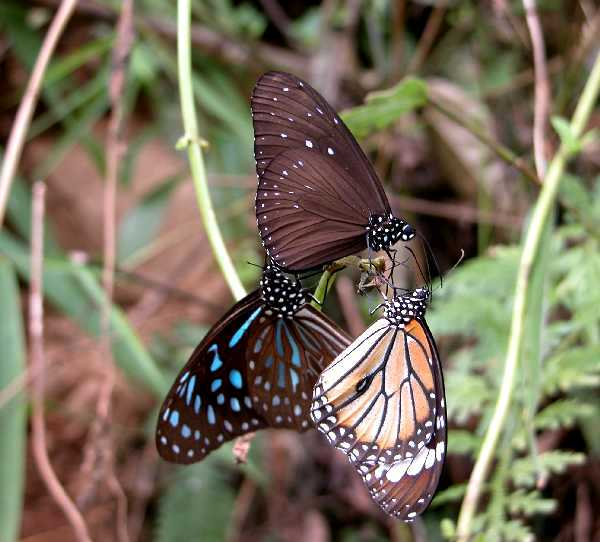
Kleptopharmacophagy برای نخستین بار در پروانه‌های شیرخشک دیده شد. در جهت عقربه‌های ساعت از چپ: ببر آبی تیره (Tirumala septentrionis)، کلاغ آبی راه‌راه (Euploea mulciber) و ببر معمولی (Danaus genutia).

زمانی که در طبیعت، موجودی زنده ترکیب‌های شیمیایی مفید از موجود زنده دیگری را دزدیده و به مصرف برساند، به این پدیده کیمیادزدی (انگلیسی: Kleptopharmacophagy) می‌گویند. این اصطلاح علمی توسط زیست‌شناسان استرالیایی، سنگاپوری و آمریکایی در سپتامبر ۲۰۲۱ در مقاله‌ای که در مجله Ecology توسط انجمن اکولوژی آمریکا منتشر شد، پیشنهاد شد. این پدیده برای نخستین بار در پروانه‌هایی که به کرم‌ها حمله می‌کردند و مایع داخلی آنها را نوشیدند، به منظور به‌دست آوردن آلکالوئیدهای سمی مورد استفاده برای دفاع و همچنین برای جفت‌گیری مشاهده شد.